# توماسو بيانكي
توماسو بيانكي (بالإيطالية: Tommaso Bianchi)‏ (1 نوفمبر 1988 بيومبينو إيطاليا - ) هو لاعب كرة قدم إيطالي يلعب كلاعب وسط.

## روابط خارجية
- توماسو بيانكي على موقع قاعدة بيانات كرة القدم.إي يو (الإنجليزية)
- توماسو بيانكي على موقع Soccerway.com (الإنجليزية)
- توماسو بيانكي على موقع عالم كرة القدم.نت (الإنجليزية)
- توماسو بيانكي على موقع AS.com (الإسبانية)